# 上乌克湖

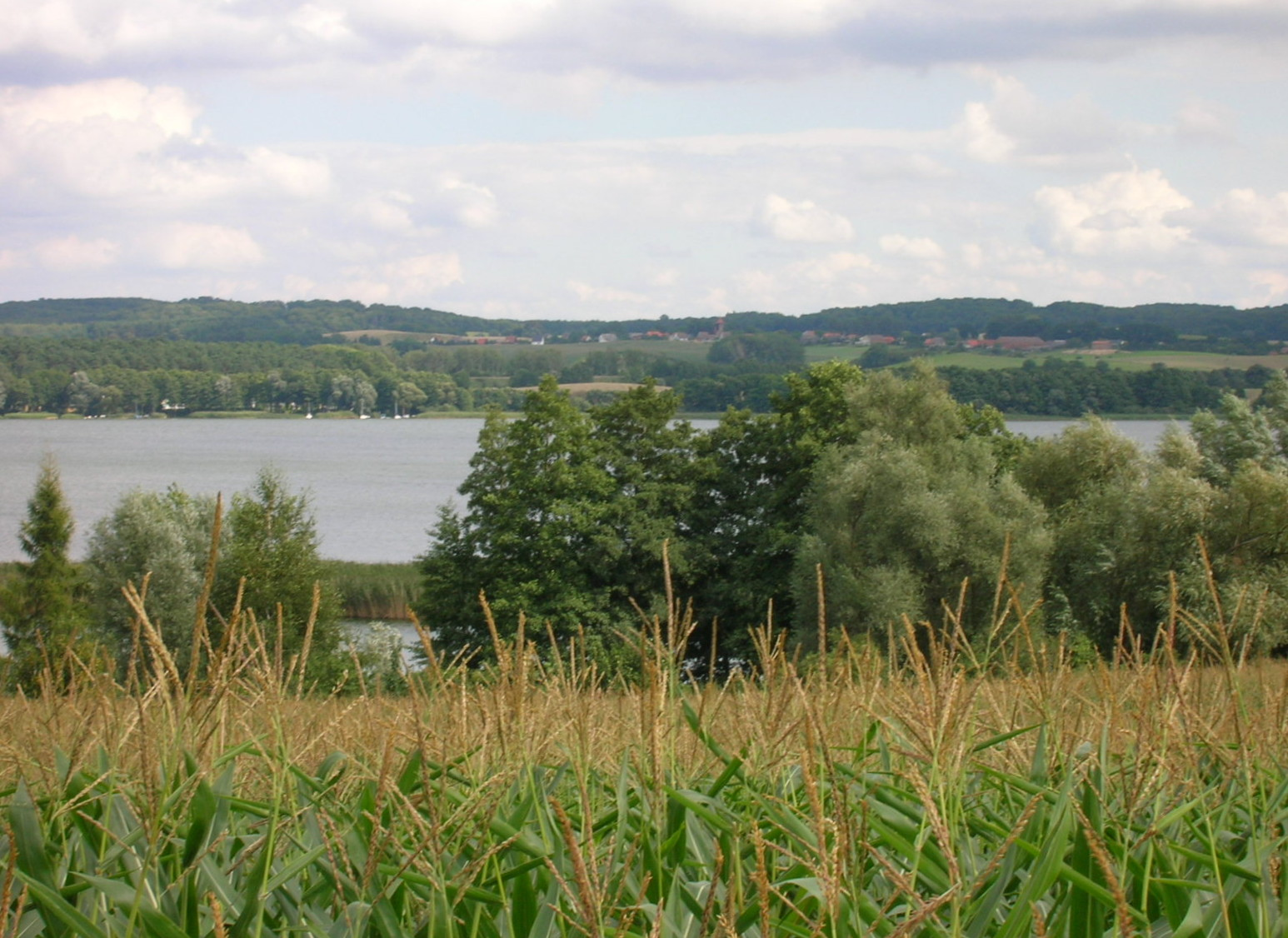

53°11′26″N 13°51′38″E / 53.19056°N 13.86056°E
上乌克湖（德語：Oberuckersee），是德國的湖泊，位於該國西南部，由勃蘭登堡州負責管轄，處於烏克馬克縣，面積6.9平方公里，海拔高度18米，最大水深28米，水體容量5,700萬立方米。